# Marco (ort i Brasilien, Ceará, Marco)
Marco är en ort i Brasilien.   Den ligger i kommunen Marco och delstaten Ceará, i den östra delen av landet, 1 600 km nordost om huvudstaden Brasília. Marco ligger 22 meter över havet och antalet invånare är 14 501.
Terrängen runt Marco är huvudsakligen platt. Marco ligger nere i en dal som går i nord-sydlig riktning. Marco är det största samhället i trakten.
Omgivningarna runt Marco är huvudsakligen savann. Runt Marco är det ganska tätbefolkat, med 62 invånare per kvadratkilometer.